# Benedictus Levita
Benedict Levita auch Benedikt der Diakon (von Mainz) ist als Person historisch nicht nachweisbar. Der unbekannte Verfasser hat eine Sammlung von 1391 gefälschten Kapitularien (Reichsgesetzen) angefertigt. Das Wenige, was zu ihm bekannt ist, steht in der Vorrede zu dem Werk. Dort wird erwähnt, dass er Diakon in Mainz war, und auf Geheiß des Erzbischofs Otgar die Kapitularien zusammengestellt habe. Das Werk schließt sich an die echte Sammlung des Ansegis an und gehört zur Gruppe der Pseudoisidorischen Fälschungen.

## Autor
Benedictus Levita behauptet, Diakon in Mainz gewesen zu sein und für Otgar aus Materialien des erzbischöflichen Archivs zusammengestellt zu haben. Die gegenwärtige Forschung geht aber davon aus, dass das komplette Vorwort reine Erfindung ist. Damit wird der Terminus ante quem 847 fraglich.
Sowohl der Inhalt als auch die benutzten Quellen zeigen, dass das Werk im westlichen Teil des Fränkischen Reiches, wahrscheinlich in Reims erstellt wurde. Man konnte beispielsweise nachweisen, dass die Angriffe gegen das Chorepiskopat sich besser für diesen Teil des Reiches belegen lassen. Darüber hinaus wurde die Sammlung auch zuerst in Reims benutzt (857 von Hinkmar von Laon). Wahrscheinlich nutzte der Fälscher die Bibliotheken der Abtei Corbie. Entsprechend wird auch als Zeit der Entstehung die Zeit von 830 bis nach 847 angenommen. Außerdem ist in der Forschung nicht sicher, in welcher Beziehung Benedictus Levita und die anderen Pseudoisidorischen Fälschungen (Hispana Gallica Augustodunensis; Papstbriefe des Isidorus Mercator; Capitula Angilramni) zueinander stehen.

## Inhalt
Das Werk präsentiert sich als Sammlung und Vervollständigung der echten Collectio capitularium in vier Büchern, die Ansegis 827 erstellt hat. Der Autor unterteilt sein Werk in drei Bücher, die er als liber quintus, sextus und septimus bezeichnet. Davor kommen ein Prolog in Versform, ein Vorwort das Auskunft über den Verfasser geben soll und eine metrische Panegyrik auf die Herrscher der Karolinger. Am Ende schließen sich vier ergänzende Schriften (additamenta) an.
(I) Das Aachener Kapitulare von 817 bezüglich der Klöster.
(II) Der Bericht der Bischöfe (August, 829) an Kaiser Ludwig den Frommen.
(III) einige echte Kapitularien und eine große Anzahl von gefälschten, ähnlich wie im Hauptteil der Sammlung.
(IV) eine große Zahl (170) von Auszügen aus anderen Quellen, unter ihnen weitere Pseudoisidorische Fälschungen.
Das Werk von Ansegis stand für die Sammlung Modell. Etwa ein Viertel der Sammlung besteht auch aus echten Kapitularien, die zum Teil sogar über die Sammlung von Ansegis hinausgehen. Die meisten sind allerdings Fälschungen. Unter den echten Quellen finden sich Codex Theodosianus, Breviarium Alaricianum, Epitome Iuliani, lex Visigothorum und Bajoaria, Dionysio-Hadriana, Hispana, Rufinus’ und Cassiodors Kirchengeschichte, Bibel u. a. Oft wiederholt er sich und ganze Kapitel sind wörtlich oder beinahe Wort für Wort mehrfach vorhanden. Das Hauptziel des Fälschers war es, die Kirche gegenüber Angriffen der weltlichen Macht unabhängig zu machen. Er steht für eine zeitgenössische Bewegung der Kirchenreform und in Opposition zur herrschenden Sitte, dass die Kirche durch Laien beherrscht wurde.

## Editionen
Die zwei ersten Editionen (durch Tilius, Paris, 1548 bzw. Pierre Pithou, Paris, 1588) sind unvollständig. Der komplette Text steht in: Baluze, Capitularia regum Francorum (Paris, 1677), I, col. 801–1232, und in Pertz, Monumenta Germaniae Hist.: Leges, II (Hanover, 1837), 2, 39–158 (cf. Migne, P.L., XCVII, col. 699–912).

## Pseudonym
1912 wurde Benedictus Levita als Autorenpseudonym (Autor: der aus Oberschlesien stammende jüdische Jurist Adolf Weissler) für den utopischen Roman Der König von Juda verwendet, in dem mit deutscher Unterstützung in Palästina ein zionistischer Staat mit einem König an der Spitze gegründet wird.